# المختصر في أخبار البشر
كتاب المختصر في أخبار البشر لإسماعيل أبي الفداء هو عمل عن تاريخ العالم منذ بدء الخلق وحتى عام 732هـ (1331م)،
وهو العام الذي توفي فيه المؤلف. كان أبو الفداء رجل دولة ومؤرخاً وجغرافياً وراعياً للحياة الفكرية في مدينة حماة السورية.
ويكتسب العمل في الوقت الحاضر قيمة خاصة نسبةً لوصفه للمدينة في القرنين الثالث عشر والرابع عشر. كُرِّس المجلد الأول من هذه الطبعة ذات المجلدات الأربعة لتاريخ أنبياء الأديان السماوية وحياة النبي محمد عليه افضل الصلاة واتم التسليم وصحابته الاكرمين الأولين.
أما المجلدات اللاحقة فهي تروي تاريخ الممالك الإسلامية والحكام والشخصيات الفكرية البارزة. كان أبو الفداء سلطاناً عادلاً وسخياً بكل المقاييس. فقد ازدهرت مدينة حماة على يديه وأصبحت شبه مستقلة عن السلطة المركزية في مصر. وخلال مدة حكمه التي استمرت 20 عاماً ازدهر الاقتصاد وخرَج من بين السكان المحليين سلسلة من القادة في المجالات القانونية والإدارية. كانت كتابات أبي الفداء في التاريخ والجغرافيا تُعتبر مصادر مهمة للتاريخ الإسلامي والإقليمي في وقت من الأوقات إلا أنها لم تعُد اليوم محل دراسة كما في السابق. توفي أبو الفداء في حماه وأكمل ابن الوردي (1290-1349)،
الذي كان أحد معاصريه، ما بدأه أبو الفداء من تاريخ حتى أوصله عام 1348. وتشمل هذه الطبعة ملحقاً بما أضافه ابن الوردي. وقد شكَّلت الترجمات اللاتينية لكتاب المختصر وكتاب (تقويم البلدان) (وهو في الجغرافيا) التي نُشرت في القرن الثامن عشر الكثير مما يعرفه الأوروبيون عن الحضارة الإسلامية. فقد نُشرت سيرة النبي الواردة في كتاب المختصر باللغة اللاتينية تحت العنوان فيتا، إيه ريبوس غِستيس مُهمديس (حياة وإنجازات محمد) في أكسفورد في عام 1723. الطبعة الحالية ليست طبعة منقحة. وقد نُشرت بالمطبعة الحسينية بمصر في عام 1907.

رسم تخيلي لأبي الفداء